# De Vrije Gemeente

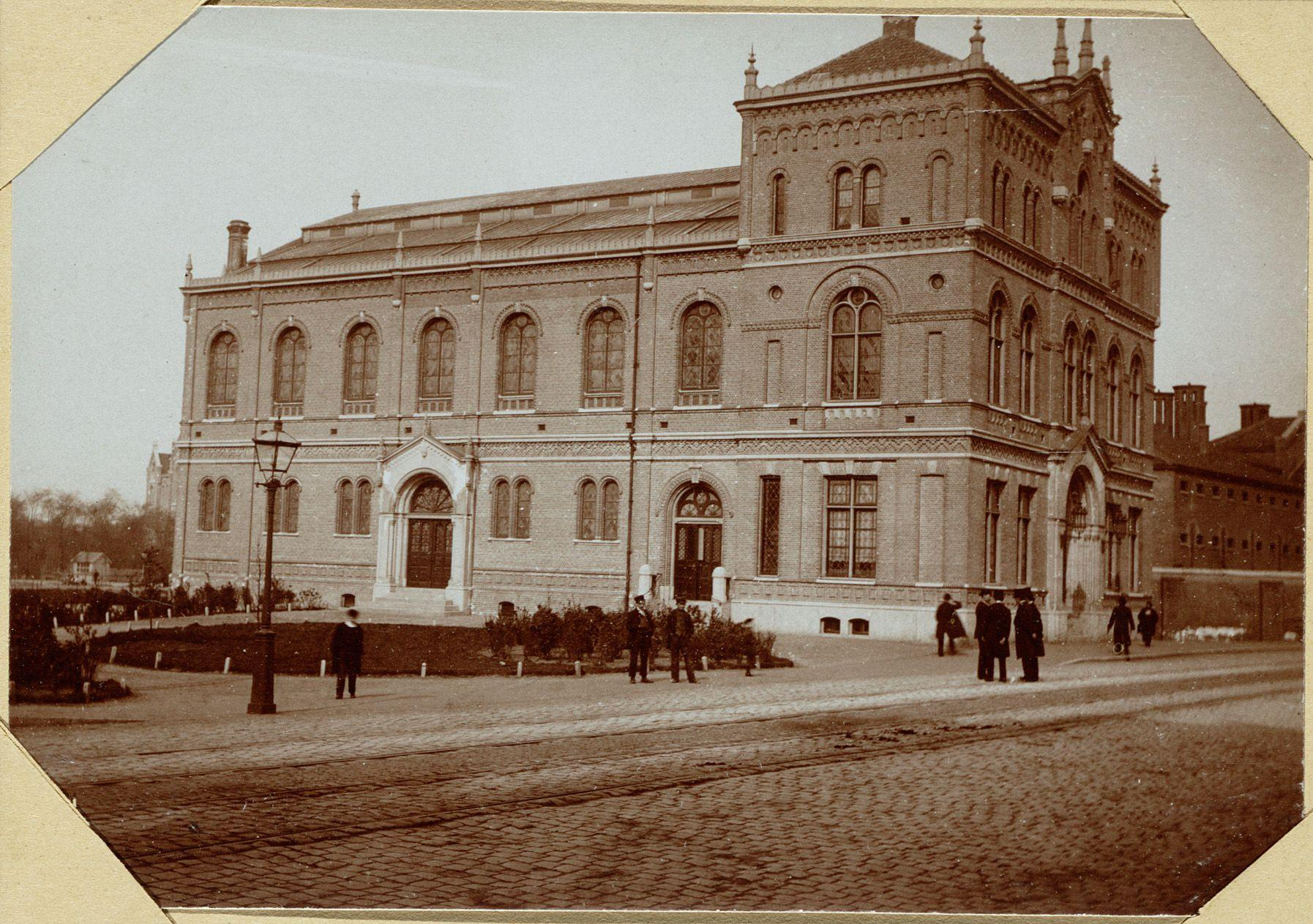
Gezicht op het kerkgebouw van de Vrije Gemeente, Weteringschans 6-8, architect G.B. Salm; circa 1880.

De Vrije Gemeente is een van oorsprong modern-theologische geloofsgemeenschap, die in 1877 ontstond in Amsterdam toen de broers Ph. R. en P.H. Hugenholtz uit de Nederlandse Hervormde Kerk traden en een eigen gemeente begonnen. De Vrije Gemeente geniet enige bekendheid omdat de door haar gebouwde kerk sinds 1968 in gebruik is als het cultureel centrum en poppodium Paradiso.

## Ontstaan
De oprichting van De Vrije Gemeente week af van de trend in die jaren dat vrijzinnige predikanten en gemeenteleden zich aansloten bij de remonstranten of de doopsgezinden. Doordat de gebroeders Hugenholtz grote nadruk legden op de vrijheid van de geloofsbeleving wensten zij zich niet aan kerkelijke dogma's te binden, die ook de genoemde kerken nog handhaafden. De Vrije Gemeente beschouwt zich momenteel als een universeel religieus-humanistische vereniging. Zij heeft grote belangstelling voor spiritualiteit en mystiek, en zoekt hierbij haar inspiratie uitdrukkelijk ook buiten de christelijke traditie.